# 包德甫
福克斯·巴特菲爾德 （英語：Fox Butterfield，1939年7月8日—），中文名包德甫，是一名美國記者，他30年職業生涯的大部分時間，都在為《紐約時報》報導。
包德甫曾在西貢、東京、香港、北京和波士頓擔任《紐約時報》分社社長，並在華盛頓和紐約市擔任記者。 在此期間，他作為《紐約時報》團隊的一員獲得了普利策獎，該團隊於 1971 年發表了五角大樓文件，即五角大樓關於越南戰爭的秘密歷史。
包德甫以《苦海餘生》(China: Alive in the Bitter Sea)，獲得了1983年美國國家圖書獎的非虛構圖書類獎，這本書講述了他作為中共建政後。第一位獲准進入中國的《紐約時報》記者的經歷。此外，他還完成了《都是上帝的孩子: 波斯凱特家族與美國暴力的傳統》(1995)，這本書是關於兒童殺人犯威利·波斯凱特（Willie Bosket）的故事。
1990年，包德甫報導第一位非裔美國人當選《哈佛法律評論》主席的新聞，就是後來的美國總統巴拉克·歐巴馬。

## 註解
1. ↑  這是精裝本「一般紀實小說」的獎項，從1980年到1983年，在美國國家圖書獎的歷史上，有幾個非小說的子類別，包括一般非小說類，在大多數類別中，都獲得了精裝本和平裝本的雙重獎項。